# 永光 (西汉)
永光（前43年—前39年）是西汉时期汉元帝刘奭的第2个年号，共计5年。

## 起訖时间
辛德勇推测，永光六年七至八月间改元建昭。

## 纪年表

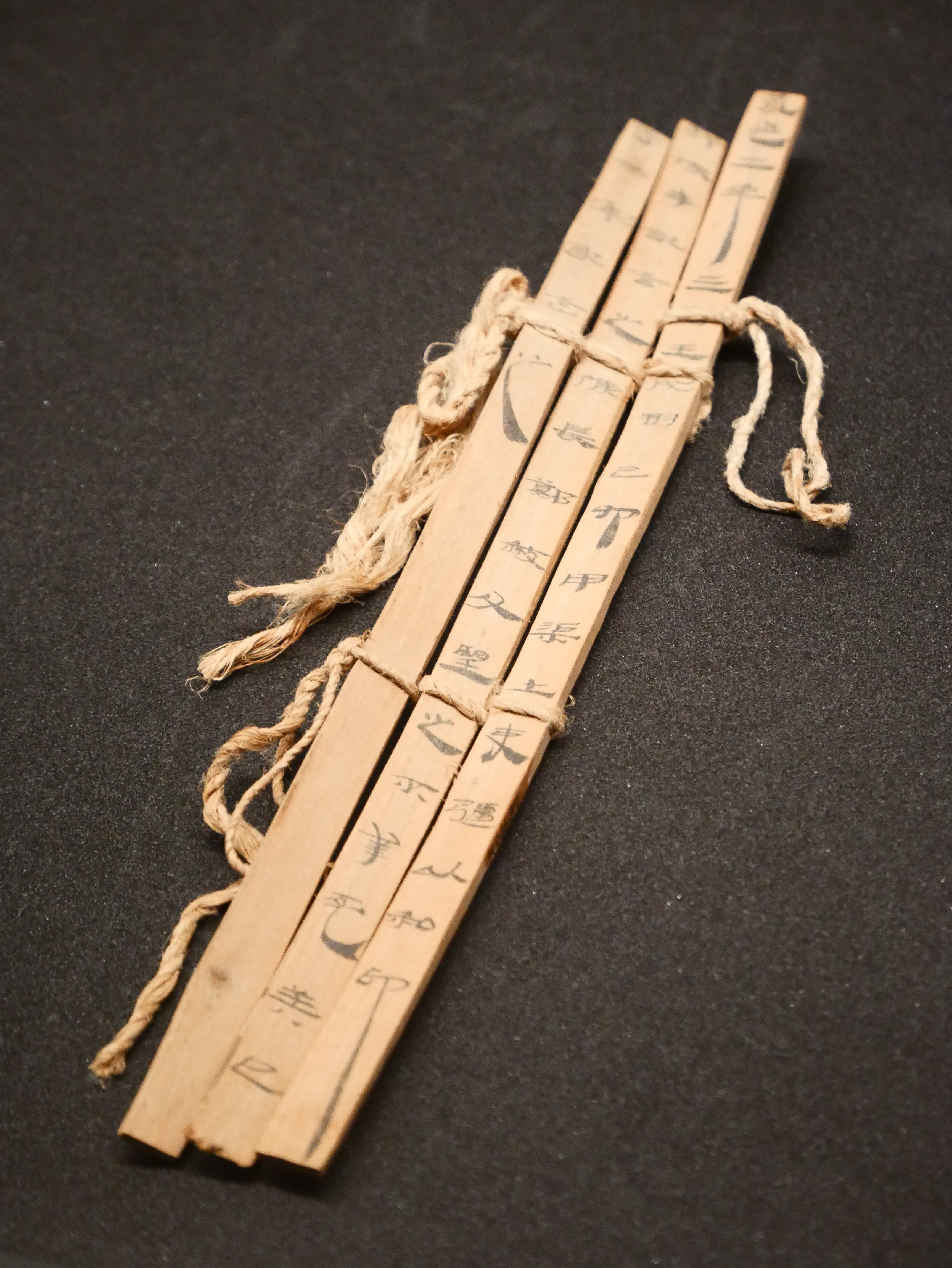
孝元皇帝永光二年予候長鄭赦寧冊

| 永光 | 元年   | 二年   | 三年   | 四年   | 五年   | 六年   |
| ---- | ------ | ------ | ------ | ------ | ------ | ------ |
| 公元 | 前43年 | 前42年 | 前41年 | 前40年 | 前39年 | 前38年 |
| 干支 | 戊寅   | 己卯   | 庚辰   | 辛巳   | 壬午   | 癸未   |

## 参看
- 中國年號索引
- 其他时期使用的永光年号

| 前一年號： 初元 | 西漢年號 永光 | 下一年號： 建昭 |